# Coelinidea jeanae
Coelinidea jeanae är en stekelart som beskrevs av Riegel 1982. Coelinidea jeanae ingår i släktet Coelinidea och familjen bracksteklar. Inga underarter finns listade i Catalogue of Life.